# Obécuri
Obécuri (en euskera: Obekuri) es una entidad local menor y también una localidad española perteneciente al municipio de Condado de Treviño, en la provincia de Burgos, comunidad autónoma de Castilla y León.

## Símbolos
El escudo y la bandera que representan a la entidad local menor fueron aprobados oficialmente en el año 2000. El blasón que define al escudo es el siguiente:

«Escudo partido. Primero de gules con un león rampante de plata y alterado. Segundo, de azur con una ermita humilladero que guarda una cruz latina, todo de plata. La punta de plata con ondas de azur. Al timbre, corona real cerrada.»
Boletín Oficial de Castilla y León nº 15 de 22 de enero de 2001

La descripción textual de la bandera es la siguiente:

«Bandera castellana cuadrada, en blanco, cruzada de azul sobre rojo de 1/3, con un león rampante de blanco mirando al batiente en el centro.»
Boletín Oficial de Castilla y León nº 15 de 22 de enero de 2001

## Demografía
En 1930 tenía una población de 100 habitantes.
Evolución de la población
| Gráfica de evolución demográfica de Obecuri entre 2000 y 2017      |
|                                                                    |
| Población de derecho (2000-2017) según el padrón municipal del INE |

## Historia
Así se describe a Obécuri en el tomo XII del Diccionario geográfico-estadístico-histórico de España y sus posesiones de Ultramar, obra impulsada por Pascual Madoz a mediados del siglo XIX:

Aldea en la provincia, audiencia territorial y capitanía general de Burgos (24 leguas), diócesis de Calahorra (13), partido judicial de Miranda de Ebro (5 ½) y ayuntamiento de Treviño (3 ½); Situada en terreno montuoso y clima frío; es combatida particularmente por el viento N, y las enfermedades que se padecen con más frecuencia, son las pulmonías y reumas. Tiene 20 casas; una escuela concurrida por niños de ambos sexos y dotada con 24 fanegas de trigo; una fuente de buenas aguas en el término; una iglesia parroquial bajo la advocación de San Víctor, la cual está servida por un cura párroco y un sacristán; y por último 2 ermitas (San Víctor y el Cristo) colocadas la primera en el término y la otra extramuros del pueblo. Confina el término N Usarte; E Lagrán; S Bernedo, y O Usturi. El terreno es de mediana calidad; los caminos son de pueblo a pueblo; y la correspondencia se recibe de Vitoria por valijero de Treviño. Producciones: trigo, cebada, avena, alubias y patatas; cría ganado lanar, vacuno, mular, cabrío y de cerda; caza de perdices, liebres, palomas torcaces, lobos y jabalíes, y pesca de cangrejos. Industria: la agrícola; se extrae carbón y tablas para cubas. Población: 16 vecinos, 60 almas. Capital productivo: 22.700 reales. Imponible: 1.026.
Diccionario geográfico-estadístico-histórico de España y sus posesiones de Ultramar